# Килер, Кэти
Кэтрин «Кэти» Эллиотт Килер (англ. Kathryn "Kathy" Elliott Keeler; род. 3 ноября 1956, Галвестон, Техас), в замужестве Паркер (англ. Parker) — американская гребчиха, выступавшая за сборную США по академической гребле в первой половине 1980-х годов. Чемпионка летних Олимпийских игр в Лос-Анджелесе, серебряная призёрка чемпионата мира, победительница многих регат национального и международного значения. Также известна как тренер по гребле.

## Биография
Кэти Килер родилась 3 ноября 1956 года в городе Галвестон, штат Техас.
Занималась академической греблей во время учёбы в Уэслианском университете, который окончила в 1978 году. Состояла в университетской гребной команде, неоднократно принимала участие в различных студенческих регатах. Кроме того, в университете играла в баскетбол и хоккей на траве. Позже проходила подготовку в Бостонском гребном клубе в Бостоне.
В 1980 году прошла отбор в олимпийскую сборную, собранную для участия в летних Олимпийских играх в Москве, однако Соединённые Штаты вместе с несколькими другими западными странами бойкотировали эти соревнования по политическим причинам. В качестве компенсации за пропуск Олимпиады Килер была награждена Золотой медалью Конгресса.
Первого серьёзного успеха на взрослом международном уровне добилась в сезоне 1982 года, когда вошла в основной состав гребной команды США и побывала на чемпионате мира в Люцерне, откуда привезла награду серебряного достоинства, выигранную в зачёте распашных рулевых четвёрок — в финале пропустила вперёд только экипаж из Советского Союза.
В 1983 году на мировом первенстве в Дуйсбурге заняла пятое место в рулевых четвёрках.
Благодаря череде удачных выступлений удостоилась права защищать честь страны на домашних Олимпийских играх 1984 года в Лос-Анджелесе — в составе экипажа, куда также вошли гребчихи Бетси Бирд, Кристен Торснесс, Кэрол Бауэр, Кэри Грейвз, Джинн Флэнаган, Холли Меткалф, Кристин Норелиус и Ширил О’Стин, обошла всех своих соперниц в восьмёрках, в том числе почти на секунду превзошла ближайших преследовательниц из Румынии, и тем самым завоевала золотую олимпийскую медаль. Вскоре по окончании этой Олимпиады приняла решение завершить спортивную карьеру.
Впоследствии занялась тренерской деятельностью, в частности в период 1987—1995 годов работала тренером в американской национальной сборной по академической гребле. Занималась подготовкой женского парного двухместного экипажа лёгкого веса, выигравшего серебряные медали на Олимпийских играх 1996 года в Атланте. Позже тренировала гребцов в Колледже Смит и в других учебных заведениях США.
Была замужем за известным американским гребцом и тренером Харри Паркером, их дочь Эбигейл состояла в гребной команде Гарвардского университета.